# Lactuca ludoviciana
Lactuca ludoviciana là một loài thực vật có hoa trong họ Cúc. Loài này được (Nutt.) Riddell mô tả khoa học đầu tiên năm 1835.